# Martor

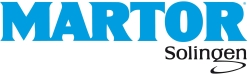
Früheres Logo

Martor ist ein Familienunternehmen mit Standort Solingen, das Sicherheitsmesser entwickelt, produziert und vertreibt. Das Unternehmen firmiert als Kommanditgesellschaft (KG); es wurde 1940 gegründet. Martor ist nach eigenen Angaben Marktführer bei der Entwicklung und Herstellung von sicheren Messern für berufliche und industrielle Anwendungen. So stammt etwa das weltweit erste Sicherheitsmesser mit automatischen Klingenrückzug aus dem Jahre 1976 aus dem Hause Martor. Heute werden die Produkte von Martor weltweit in über 70 Länder vertrieben.

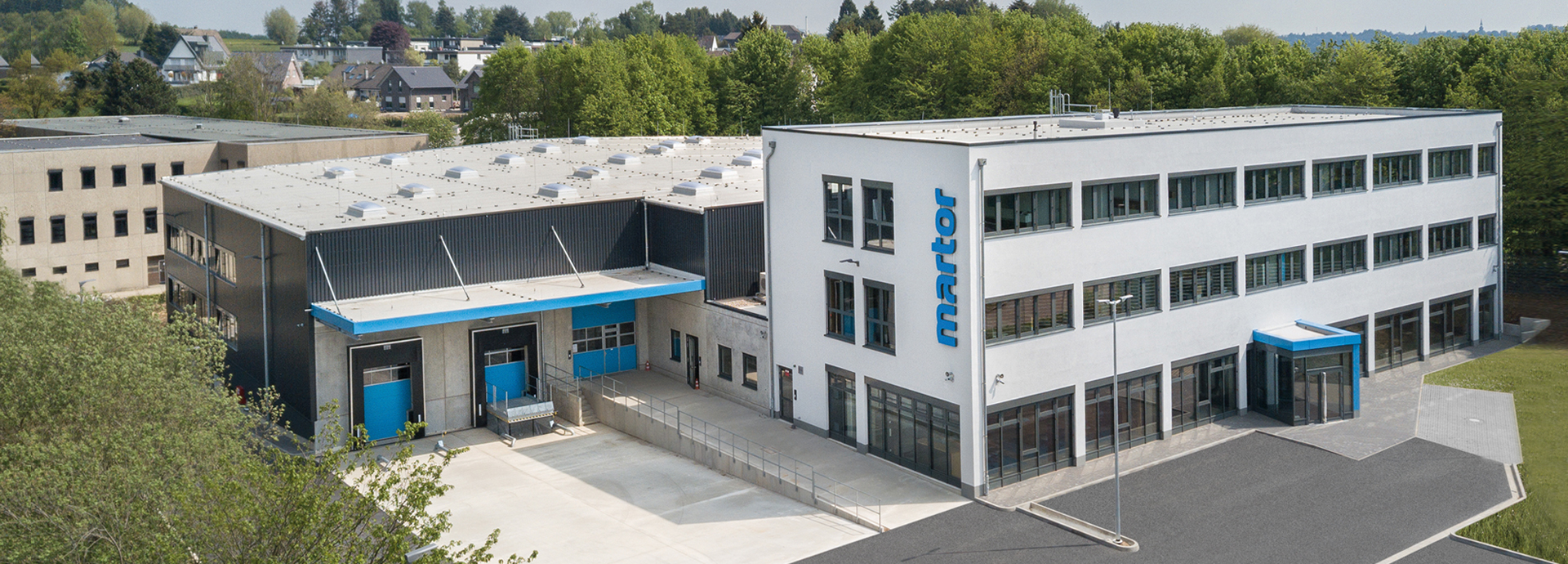
MARTOR Neubau 2019

## Chronik
Der Mangel an Rasierklingen in der Wehrmacht bewog den damals 20-jährigen Helmut Beermann im Jahre 1940 dazu, ein „Kommissionsgeschäft in Rasierklingen“ als Gewerbe anzumelden.
In amerikanischer Kriegsgefangenschaft sah er zum ersten Mal ein „utility knife“, einen Cutter – ein Universalmesser mit auswechselbarer Klinge.
Die ersten Messer-Modelle dieser Art waren in den 1950er- und 60er-Jahren nicht einfach zu vermarkten. Schnitt man doch Papier, Plastikfolien, Kartons u. ä. lieber mit einem Taschen- oder Küchenmesser. Die in den 60er-Jahren einsetzende Hobby-Welle belebte den Absatz dieser Produkte sehr.
1976 präsentierte das Unternehmen ein TÜV-geprüftes Sicherheitsmesser mit automatischem Klingenrückzug – das Profi. Dem Modell Profi folgte eine ganze Palette an Sicherheitsmessern. So gibt es heute Sicherheitsmesser wie das Secupro Martego oder Secupro Megasafe mit einem vollautomatischen Klingenrückzug, die auch durch Martor patentiert sind. Parallel wuchs das Martor-Sortiment an Sicherheitsmessern mit verdeckt liegender Klinge, der höchsten Sicherheitsstufe in Sachen Anwender- und Warenschutz.

Zahlreiche MARTOR-Produkte sind in den letzten Jahren mit Produkt-Designpreisen ausgezeichnet worden.
2009 wurde das Unternehmen an die dritte Generation übergeben, die Gesellschafter Sonja und Jan Hendricks. Der von ihnen initiierte neue Markenauftritt konnte 2013 auf der Düsseldorfer Fachmesse A+A erstmals der Öffentlichkeit vorgestellt werden.

Weil der Firmensitz am Heider Hof infolge anhaltenden Wachstums an seine kapazitären Grenzen stieß, wurde dieser 2018 und 2019 durch eine moderne Fertigungshalle und ein neues Verwaltungsgebäude deutlich erweitert.